# Hugo Freund & Co
"Hugo Freund & Co " var et smykkeselskab, der blev grundlagt i 1908 i Prag I på Fruit Market co. 15. Grundlæggeren af dette selskab var hr. Hugo Freund.

## Virksomhedens historie
Hugo Freund & Co havde filialer i Wien, Pforzheim, Antwerpen og Schweiz, som opretholdt konstant kontakt med PBX i Prag og ikke kun købte, men også eksporterede og informerede PBX om vigtige udenlandske innovationer og markedssituation.
Da det kom til et tidspunkt, hvor importen af udenlandske varer blev vanskeligere, og hvor det var nødvendigt at bryde væk fra udenlandske leverandører og hans udenlandske fabrikker, besluttede Freund at spare høje told- og valutagebyrer.
I slutningen af 2. verdenskrig blev alle private virksomheder nationaliseret, blandt andet firmaet "Hugo Freund & Co".